# Klaros

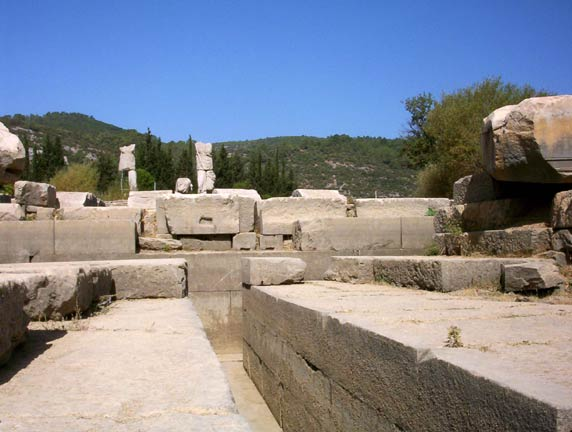
Die Ausgrabungsstätte von Klaros mit Blick auf die Kultstatuen

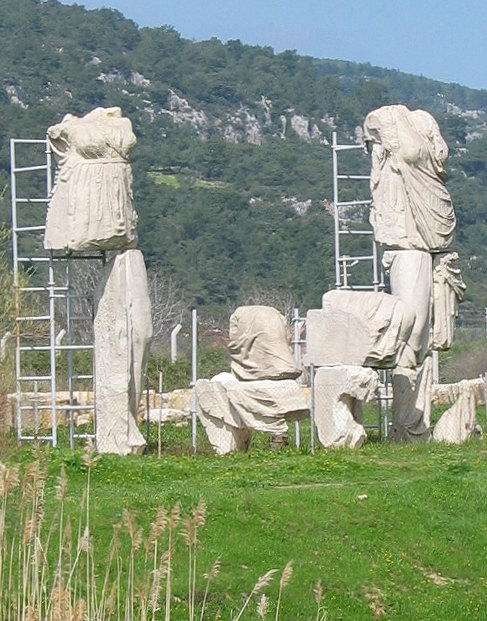
Die wieder aufgerichteten Kultstatuen

Klaros (griechisch Κλάρος, lateinisch Clarus) war in der Antike ein bedeutender Orakelort des Gottes Apollon an der Westküste von Kleinasien (heute etwa 16 km westlich von Selçuk in der Türkei).
Es gehörte zu der ca. 13 km entfernten Stadt Kolophon, obwohl es wesentlich näher bei der Stadt Notion lag. Die ältesten Hinweise auf Klaros stammen aus dem 7. Jahrhundert v. Chr., aber vermutlich ist das Orakel bedeutend älter als die griechische Kolonisation. Eine heilige Höhle deutet darauf hin, dass hier vor Apollon die kleinasiatische Göttin Kybele verehrt wurde. Bis in die römische Zeit genoss Klaros einen Ruf, der dem von Delphi und Didyma vergleichbar war. Klaros wurde bei einem Erdbeben weitestgehend zerstört.
Nach einer antiken Legende war dem Seher Kalchas prophezeit worden, er werde sterben, wenn er einen Seher treffe, der ihm überlegen sei. Bei Klaros begegnete ihm der Seher Mopsos, und Kalchas forderte ihn auf, die Zahl der Früchte an einem Feigenbaum zu nennen. Als die Antwort, die Mopsos gab, sich bis auf die letzte Feige bestätigte, starb Kalchas. Mopsos gilt auch als der sagenhafte Gründer von Klaros.
Alexander der Große suchte das Orakel von Klaros auf, um einen Traum deuten zu lassen, in dem er eine Stadt am Berg Pagos gründet. Das Orakel erklärte den Traum als Aufforderung, die Stadt Smyrna wieder aufzubauen.
Besonders sehenswert ist Klaros wegen der umfangreichen Fragmente der überlebensgroßen hellenistischen Kultstatuen, die hier – anders als bei den meisten archäologischen Ausgrabungsstätten – an ihrem ursprünglichen Platz wieder aufgestellt wurden. Der Besucher kann sich dadurch ein originalgetreues Bild von dem antiken Heiligtum machen. Ebenfalls interessant ist das Zentrum des Orakeltempels, das noch zum Großteil im Original besteht. Die Keilsteinbögen sind noch deutlich sichtbar.

## Forschungsgeschichte
Durch den Archäologen Carl Schuchhardt wurde Klaros gegen Ende des 19. Jahrhunderts wiederentdeckt. Die systematische archäologische Erschließung begann am Anfang des 20. Jahrhunderts durch Theodor Macridy und Charles Picard. 1951 bis 1960 gruben hier Louis Robert und Roland Martin. 1988 bis 1997 fanden weitere französische Grabungen unter Leitung von Juliette de La Genière statt. Seit 2001 werden die Grabungen von der Ege Üniversitesi in Izmir fortgeführt, bis 2019 unter Leitung von Nuran Şahin.